# Maria Vicência Bressane Leite
Maria Vicência Bressane Leite (Santa Maria dos Olivais, freguesia de Lisboa, 1783 – São Gonçalo do Sapucaí, 28 de junho de 1868) é uma das pretensas noivas do poeta português Bocage.

## Biografia
Nascida na freguesia de Santa Maria dos Olivais, era filha de Antônio Bressane Leite, Capitão Tenente da Armada Portuguesa, e D. Teresa Doroteia da Silva. Foi batizada em Olivais no dia 10 de agosto de 1783.
Em 1810, logo após ficar viúvo, o coronel Antônio decide ir viver no Rio de Janeiro, trazendo consigo Maria Vicência, à época com 26 anos, sua filha Ana Bárbara e o genro Manoel de Moura Leitão. Após breve estadia no Rio de Janeiro, mudam-se para Minas Gerais, onde o pai se tornara rico lavrador de ouro. Quando a morte do pai, ela se transfere para a cidade de Campanha, em Minas Gerais, onde viveria com os sobrinhos, até a morte do tio que ocasionara sua ida para São Gonçalo do Sapucaí.

## Envolvimento com Bocage
São raros e curtos os relatos sobre o envolvimento de Maria Vicência com o poeta Bocage. Sabe-se, porém, que em muitos de seus poemas o poeta se dirigia à mesma com o pseudônimo de Márcia. O que se conhece de sua biografia é baseado em memórias publicadas pelo magistrado Lúcio de Mendonça em uma revista carioca. Mendonça afirmava ter conhecido Vicência quando em passagem por São Gonçalo, do que escreveu:
|  | Vegetava a um canto, caolha e sórdida, quase mentecapta, mas ainda famosa pela desenvoltura bocagiana dos ditos e das anedotas. |

Ainda segundo Mendonça, através de relatos do sobrinho de Vicência, João Bressane, anos após a morte da pretensa noiva, o poeta Bocage teria frequentado a casa do capitão Antônio Bressane Leite, pai de Maria Vicência, alto comissariado do Governo português.

## Últimos anos
Já residindo em São Gonçalo e em avançada idade, Maria Vicência se casa com o Coronel José Francisco Pereira, passando a residir no extinto distrito do Ouro Fala. Após a morte do marido Vicência se mudou para a sede do município onde veio a falecer em 28 de junho de 1868.

## Representações na cultura
- Foi interpretada pela atriz portuguesa Maria Helena Matos no filme Bocage, do cineasta José Leitão de Barros.[5]